# شهرستان باندره
شهرستان باندره یک منطقهٔ مسکونی در سومالی است که در بنادر واقع شده‌است.